# Route nationale 47 (Estonie)
Pour les articles homonymes, voir Route nationale 47.
La route nationale 47 (Tugimaantee 47) est une route nationale estonienne reliant Väike-Rakke à Lossimäe. Elle mesure 22,4 km.

## Tracé
- Comté de Tartu
  - Väike-Rakke
  - Sangla
  - Järveküla (et)
  - Neemisküla (et)
  - Kaarlijärve (et)
  - Noorma (et)
  - Utukolga (et)
  - Rannu
  - Ervu (en)
  - Valguta
  - Lapetukme
  - Lossimäe